# Alisotrichia orophila
Alisotrichia orophila är en nattsländeart som beskrevs av Oliver S. Flint Jr. 1968. Alisotrichia orophila ingår i släktet Alisotrichia och familjen smånattsländor. Utöver nominatformen finns också underarten A. o. guadeloupea.